# Copa Libertadores 1998
Navigation
Édition précédente Édition suivante
La Copa Libertadores 1998 est la 39e édition de la Copa Libertadores. Le club vainqueur de la compétition est désigné champion d'Amérique du Sud 1998 et se qualifie pour la Coupe intercontinentale 1998 et la Copa Interamericana 1998, dont c'est la dernière édition.
C'est à nouveau un club brésilien, Vasco da Gama qui remporte le trophée cette année, après avoir battu en finale les Équatoriens du Barcelona Sporting Club. C'est le tout premier succès pour Vasco da Gama alors que Barcelona perd sa seconde finale, après celle de 1990. L'attaquant brésilien du Club Bolívar Sergio João termine meilleur buteur de la compétition avec dix réalisations.
À compter de cette édition, les clubs mexicains sont invités par la CONMEBOL à prendre part à la compétition. Deux d'entre eux doivent passer par un tour préliminaire face aux deux représentants du Venezuela afin de se qualifier pour le premier tour. Le reste de la compétition reste identique au format utilisé lors des années précédentes. L'élimination des deux formations vénézuéliennes lors du tour préliminaire fait que pour la première fois depuis 1986, il n'y a aucun club du pays lors du premier tour de la compétition.

## Clubs engagés
| Huitièmes de finale | Huitièmes de finale | Huitièmes de finale | Huitièmes de finale | Huitièmes de finale | Huitièmes de finale | Huitièmes de finale | Huitièmes de finale | Huitièmes de finale | Huitièmes de finale | Huitièmes de finale | Huitièmes de finale | Huitièmes de finale | Huitièmes de finale | Huitièmes de finale | Huitièmes de finale |
| --- | --- | --- | --- | --- | --- | --- | --- | --- | --- | --- | --- | --- | --- | --- | --- |
| - Cruzeiro EC - Tenant du titre | | | | | | | | | | | | | | | |
| Premier tour | | | | | | | | | | | | | | | |
| - CA River Plate - Vainqueur des tournois d'ouverture 1996 et de clôture 1997 - CA Colón - Vainqueur du barrage pré-Libertadores 1997 - Club Bolívar - Champion de Bolivie 1997 - Oriente Petrolero - Vice-champion de Bolivie 1997 - CR Vasco da Gama - Champion du Brésil 1997 - Grêmio Porto Alegre - Vainqueur de la Copa do Brasil 1997 - CD Universidad Católica - Vainqueur du tournoi Ouverture 1997 - CSD Colo-Colo - Vainqueur du tournoi Clôture 1997 - CD América Cali - Champion de Colombie 1996-1997 | - CA River Plate - Vainqueur des tournois d'ouverture 1996 et de clôture 1997 - CA Colón - Vainqueur du barrage pré-Libertadores 1997 - Club Bolívar - Champion de Bolivie 1997 - Oriente Petrolero - Vice-champion de Bolivie 1997 - CR Vasco da Gama - Champion du Brésil 1997 - Grêmio Porto Alegre - Vainqueur de la Copa do Brasil 1997 - CD Universidad Católica - Vainqueur du tournoi Ouverture 1997 - CSD Colo-Colo - Vainqueur du tournoi Clôture 1997 - CD América Cali - Champion de Colombie 1996-1997 | - CA River Plate - Vainqueur des tournois d'ouverture 1996 et de clôture 1997 - CA Colón - Vainqueur du barrage pré-Libertadores 1997 - Club Bolívar - Champion de Bolivie 1997 - Oriente Petrolero - Vice-champion de Bolivie 1997 - CR Vasco da Gama - Champion du Brésil 1997 - Grêmio Porto Alegre - Vainqueur de la Copa do Brasil 1997 - CD Universidad Católica - Vainqueur du tournoi Ouverture 1997 - CSD Colo-Colo - Vainqueur du tournoi Clôture 1997 - CD América Cali - Champion de Colombie 1996-1997 | - CA River Plate - Vainqueur des tournois d'ouverture 1996 et de clôture 1997 - CA Colón - Vainqueur du barrage pré-Libertadores 1997 - Club Bolívar - Champion de Bolivie 1997 - Oriente Petrolero - Vice-champion de Bolivie 1997 - CR Vasco da Gama - Champion du Brésil 1997 - Grêmio Porto Alegre - Vainqueur de la Copa do Brasil 1997 - CD Universidad Católica - Vainqueur du tournoi Ouverture 1997 - CSD Colo-Colo - Vainqueur du tournoi Clôture 1997 - CD América Cali - Champion de Colombie 1996-1997 | - CA River Plate - Vainqueur des tournois d'ouverture 1996 et de clôture 1997 - CA Colón - Vainqueur du barrage pré-Libertadores 1997 - Club Bolívar - Champion de Bolivie 1997 - Oriente Petrolero - Vice-champion de Bolivie 1997 - CR Vasco da Gama - Champion du Brésil 1997 - Grêmio Porto Alegre - Vainqueur de la Copa do Brasil 1997 - CD Universidad Católica - Vainqueur du tournoi Ouverture 1997 - CSD Colo-Colo - Vainqueur du tournoi Clôture 1997 - CD América Cali - Champion de Colombie 1996-1997 | - CA River Plate - Vainqueur des tournois d'ouverture 1996 et de clôture 1997 - CA Colón - Vainqueur du barrage pré-Libertadores 1997 - Club Bolívar - Champion de Bolivie 1997 - Oriente Petrolero - Vice-champion de Bolivie 1997 - CR Vasco da Gama - Champion du Brésil 1997 - Grêmio Porto Alegre - Vainqueur de la Copa do Brasil 1997 - CD Universidad Católica - Vainqueur du tournoi Ouverture 1997 - CSD Colo-Colo - Vainqueur du tournoi Clôture 1997 - CD América Cali - Champion de Colombie 1996-1997 | - CA River Plate - Vainqueur des tournois d'ouverture 1996 et de clôture 1997 - CA Colón - Vainqueur du barrage pré-Libertadores 1997 - Club Bolívar - Champion de Bolivie 1997 - Oriente Petrolero - Vice-champion de Bolivie 1997 - CR Vasco da Gama - Champion du Brésil 1997 - Grêmio Porto Alegre - Vainqueur de la Copa do Brasil 1997 - CD Universidad Católica - Vainqueur du tournoi Ouverture 1997 - CSD Colo-Colo - Vainqueur du tournoi Clôture 1997 - CD América Cali - Champion de Colombie 1996-1997 | - CA River Plate - Vainqueur des tournois d'ouverture 1996 et de clôture 1997 - CA Colón - Vainqueur du barrage pré-Libertadores 1997 - Club Bolívar - Champion de Bolivie 1997 - Oriente Petrolero - Vice-champion de Bolivie 1997 - CR Vasco da Gama - Champion du Brésil 1997 - Grêmio Porto Alegre - Vainqueur de la Copa do Brasil 1997 - CD Universidad Católica - Vainqueur du tournoi Ouverture 1997 - CSD Colo-Colo - Vainqueur du tournoi Clôture 1997 - CD América Cali - Champion de Colombie 1996-1997 | - Atlético Bucaramanga - Vice-champion de Colombie 1996-1997 - Barcelona SC - Champion d'Équateur 1997 - SD Quito - Vice-champion d'Équateur 1997 - Club Olimpia - Champion du Paraguay 1997 - Cerro Porteño - Vice-champion du Paraguay 1997 - Alianza Lima - Champion du Pérou 1997 - Sporting Cristal - Vainqueur de la Liguilla pré-Libertadores 1997 - CA Peñarol - 1er de la Liguilla pré-Libertadores 1997 - Club Nacional - 2e de la Liguilla pré-Libertadores 1997 | - Atlético Bucaramanga - Vice-champion de Colombie 1996-1997 - Barcelona SC - Champion d'Équateur 1997 - SD Quito - Vice-champion d'Équateur 1997 - Club Olimpia - Champion du Paraguay 1997 - Cerro Porteño - Vice-champion du Paraguay 1997 - Alianza Lima - Champion du Pérou 1997 - Sporting Cristal - Vainqueur de la Liguilla pré-Libertadores 1997 - CA Peñarol - 1er de la Liguilla pré-Libertadores 1997 - Club Nacional - 2e de la Liguilla pré-Libertadores 1997 | - Atlético Bucaramanga - Vice-champion de Colombie 1996-1997 - Barcelona SC - Champion d'Équateur 1997 - SD Quito - Vice-champion d'Équateur 1997 - Club Olimpia - Champion du Paraguay 1997 - Cerro Porteño - Vice-champion du Paraguay 1997 - Alianza Lima - Champion du Pérou 1997 - Sporting Cristal - Vainqueur de la Liguilla pré-Libertadores 1997 - CA Peñarol - 1er de la Liguilla pré-Libertadores 1997 - Club Nacional - 2e de la Liguilla pré-Libertadores 1997 | - Atlético Bucaramanga - Vice-champion de Colombie 1996-1997 - Barcelona SC - Champion d'Équateur 1997 - SD Quito - Vice-champion d'Équateur 1997 - Club Olimpia - Champion du Paraguay 1997 - Cerro Porteño - Vice-champion du Paraguay 1997 - Alianza Lima - Champion du Pérou 1997 - Sporting Cristal - Vainqueur de la Liguilla pré-Libertadores 1997 - CA Peñarol - 1er de la Liguilla pré-Libertadores 1997 - Club Nacional - 2e de la Liguilla pré-Libertadores 1997 | - Atlético Bucaramanga - Vice-champion de Colombie 1996-1997 - Barcelona SC - Champion d'Équateur 1997 - SD Quito - Vice-champion d'Équateur 1997 - Club Olimpia - Champion du Paraguay 1997 - Cerro Porteño - Vice-champion du Paraguay 1997 - Alianza Lima - Champion du Pérou 1997 - Sporting Cristal - Vainqueur de la Liguilla pré-Libertadores 1997 - CA Peñarol - 1er de la Liguilla pré-Libertadores 1997 - Club Nacional - 2e de la Liguilla pré-Libertadores 1997 | - Atlético Bucaramanga - Vice-champion de Colombie 1996-1997 - Barcelona SC - Champion d'Équateur 1997 - SD Quito - Vice-champion d'Équateur 1997 - Club Olimpia - Champion du Paraguay 1997 - Cerro Porteño - Vice-champion du Paraguay 1997 - Alianza Lima - Champion du Pérou 1997 - Sporting Cristal - Vainqueur de la Liguilla pré-Libertadores 1997 - CA Peñarol - 1er de la Liguilla pré-Libertadores 1997 - Club Nacional - 2e de la Liguilla pré-Libertadores 1997 | - Atlético Bucaramanga - Vice-champion de Colombie 1996-1997 - Barcelona SC - Champion d'Équateur 1997 - SD Quito - Vice-champion d'Équateur 1997 - Club Olimpia - Champion du Paraguay 1997 - Cerro Porteño - Vice-champion du Paraguay 1997 - Alianza Lima - Champion du Pérou 1997 - Sporting Cristal - Vainqueur de la Liguilla pré-Libertadores 1997 - CA Peñarol - 1er de la Liguilla pré-Libertadores 1997 - Club Nacional - 2e de la Liguilla pré-Libertadores 1997 | - Atlético Bucaramanga - Vice-champion de Colombie 1996-1997 - Barcelona SC - Champion d'Équateur 1997 - SD Quito - Vice-champion d'Équateur 1997 - Club Olimpia - Champion du Paraguay 1997 - Cerro Porteño - Vice-champion du Paraguay 1997 - Alianza Lima - Champion du Pérou 1997 - Sporting Cristal - Vainqueur de la Liguilla pré-Libertadores 1997 - CA Peñarol - 1er de la Liguilla pré-Libertadores 1997 - Club Nacional - 2e de la Liguilla pré-Libertadores 1997 |
| Tour préliminaire | | | | | | | | | | | | | | | |
| - Chivas de Guadalajara - Invité par la CONMEBOL - Club América - Invité par la CONMEBOL | - Chivas de Guadalajara - Invité par la CONMEBOL - Club América - Invité par la CONMEBOL | - Chivas de Guadalajara - Invité par la CONMEBOL - Club América - Invité par la CONMEBOL | - Chivas de Guadalajara - Invité par la CONMEBOL - Club América - Invité par la CONMEBOL | - Chivas de Guadalajara - Invité par la CONMEBOL - Club América - Invité par la CONMEBOL | - Chivas de Guadalajara - Invité par la CONMEBOL - Club América - Invité par la CONMEBOL | - Chivas de Guadalajara - Invité par la CONMEBOL - Club América - Invité par la CONMEBOL | - Chivas de Guadalajara - Invité par la CONMEBOL - Club América - Invité par la CONMEBOL | - Caracas FC - Champion du Venezuela 1996-1997 - Atlético Zulia - Vice-champion du Venezuela 1996-1997 | - Caracas FC - Champion du Venezuela 1996-1997 - Atlético Zulia - Vice-champion du Venezuela 1996-1997 | - Caracas FC - Champion du Venezuela 1996-1997 - Atlético Zulia - Vice-champion du Venezuela 1996-1997 | - Caracas FC - Champion du Venezuela 1996-1997 - Atlético Zulia - Vice-champion du Venezuela 1996-1997 | - Caracas FC - Champion du Venezuela 1996-1997 - Atlético Zulia - Vice-champion du Venezuela 1996-1997 | - Caracas FC - Champion du Venezuela 1996-1997 - Atlético Zulia - Vice-champion du Venezuela 1996-1997 | - Caracas FC - Champion du Venezuela 1996-1997 - Atlético Zulia - Vice-champion du Venezuela 1996-1997 | - Caracas FC - Champion du Venezuela 1996-1997 - Atlético Zulia - Vice-champion du Venezuela 1996-1997 |

## Compétition

### Tour préliminaire
Le tour préliminaire oppose les deux clubs mexicains à leurs homologues vénézuéliens. Les équipes ne disputent pas de matchs contre la formation du même pays.
| Rang | Équipe                | Pts | J | G | N | P | Bp | Bc | Diff |  | Résultats (▼ dom., ► ext.) | Gua | Amé | Car | Zul |
| ---- | --------------------- | --- | - | - | - | - | -- | -- | ---- |  | -------------------------- | --- | --- | --- | --- |
| 1    | Chivas de Guadalajara | 10  | 4 | 3 | 1 | 0 | 12 | 5  | +7   |  | Chivas de Guadalajara      |     |     | 4-1 | 4-1 |
| 2    | Club América          | 7   | 4 | 2 | 1 | 1 | 7  | 3  | +4   |  | Club América               |     |     | 1-1 | 4-1 |
| 3    | Caracas FC            | 5   | 4 | 1 | 2 | 1 | 4  | 6  | -2   |  | Caracas FC                 | 1-1 | 1-0 |     |     |
| 4    | Atlético Zulia        | 0   | 4 | 0 | 0 | 4 | 4  | 13 | -9   |  | Atlético Zulia             | 2-3 | 0-2 |     |     |

### Premier tour
| Rang | Équipe               | Pts | J | G | N | P | Bp | Bc | Diff |  | Résultats (▼ dom., ► ext.) | ACa | Bar | Buc | DQu |
| ---- | -------------------- | --- | - | - | - | - | -- | -- | ---- |  | -------------------------- | --- | --- | --- | --- |
| 1    | CD América Cali      | 11  | 6 | 3 | 2 | 1 | 10 | 5  | +5   |  | CD América Cali            |     | 1-1 | 2-2 | 2-1 |
| 2    | Barcelona SC         | 9   | 6 | 2 | 3 | 1 | 5  | 3  | +2   |  | Barcelona SC               | 1-0 |     | 2-0 | 0-0 |
| 3    | Atlético Bucaramanga | 7   | 6 | 2 | 1 | 3 | 5  | 6  | -1   |  | Atlético Bucaramanga       | 0-1 | 1-0 |     | 2-0 |
| 4    | SD Quito             | 5   | 6 | 1 | 2 | 3 | 3  | 9  | -6   |  | SD Quito                   | 0-4 | 1-1 | 1-0 |     |

| Rang | Équipe                | Pts | J | G | N | P | Bp | Bc | Diff |  | Résultats (▼ dom., ► ext.) | Grê | Vas | Amé | Gua |
| ---- | --------------------- | --- | - | - | - | - | -- | -- | ---- |  | -------------------------- | --- | --- | --- | --- |
| 1    | Grêmio Porto Alegre   | 12  | 6 | 4 | 0 | 2 | 6  | 5  | +1   |  | Grêmio Porto Alegre        |     | 1-0 | 1-0 | 2-0 |
| 2    | CR Vasco da Gama      | 8   | 6 | 2 | 2 | 2 | 7  | 4  | +3   |  | CR Vasco da Gama           | 3-0 |     | 1-1 | 2-0 |
| 3    | Club América          | 8   | 6 | 2 | 2 | 2 | 6  | 5  | +1   |  | Club América               | 1-2 | 1-1 |     | 2-0 |
| 4    | Chivas de Guadalajara | 6   | 6 | 2 | 0 | 4 | 2  | 7  | -5   |  | Chivas de Guadalajara      | 1-0 | 1-0 | 0-1 |     |

| Rang | Équipe                  | Pts | J | G | N | P | Bp | Bc | Diff |  | Résultats (▼ dom., ► ext.) | Oli | Col | CPo | UCa |
| ---- | ----------------------- | --- | - | - | - | - | -- | -- | ---- |  | -------------------------- | --- | --- | --- | --- |
| 1    | Club Olimpia            | 13  | 6 | 4 | 1 | 1 | 14 | 6  | +8   |  | Club Olimpia               |     | 1-1 | 5-1 | 2-0 |
| 2    | CSD Colo-Colo           | 7   | 6 | 2 | 1 | 3 | 8  | 10 | -2   |  | CSD Colo-Colo              | 1-3 |     | 1-2 | 2-0 |
| 3    | Cerro Porteño           | 7   | 6 | 2 | 1 | 3 | 6  | 9  | -3   |  | Cerro Porteño              | 1-2 | 2-0 |     | 0-0 |
| 4    | CD Universidad Católica | 7   | 6 | 2 | 1 | 3 | 5  | 8  | -3   |  | CD Universidad Católica    | 2-1 | 2-3 | 1-0 |     |

| Rang | Équipe            | Pts | J | G | N | P | Bp | Bc | Diff |  | Résultats (▼ dom., ► ext.) | Bol | Peñ | Nac | Ori |
| ---- | ----------------- | --- | - | - | - | - | -- | -- | ---- |  | -------------------------- | --- | --- | --- | --- |
| 1    | Club Bolívar      | 13  | 6 | 4 | 1 | 1 | 9  | 7  | +2   |  | Club Bolívar               |     | 1-0 | 2-0 | 3-2 |
| 2    | CA Peñarol        | 10  | 6 | 3 | 1 | 2 | 12 | 5  | +7   |  | CA Peñarol                 | 0-1 |     | 2-1 | 6-1 |
| 3    | Nacional          | 6   | 6 | 2 | 0 | 4 | 11 | 12 | -1   |  | Nacional                   | 4-1 | 1-4 |     | 4-1 |
| 4    | Oriente Petrolero | 5   | 6 | 1 | 2 | 3 | 7  | 15 | -8   |  | Oriente Petrolero          | 1-1 | 0-0 | 2-1 |     |

| Rang | Équipe           | Pts | J | G | N | P | Bp | Bc | Diff |  | Résultats (▼ dom., ► ext.) | RPl | Ali | Col | Cri |
| ---- | ---------------- | --- | - | - | - | - | -- | -- | ---- |  | -------------------------- | --- | --- | --- | --- |
| 1    | CA River Plate   | 16  | 6 | 5 | 1 | 0 | 15 | 6  | +9   |  | CA River Plate             |     | 2-0 | 4-1 | 3-1 |
| 2    | Alianza Lima     | 7   | 6 | 2 | 1 | 3 | 5  | 7  | -2   |  | Alianza Lima               | 1-1 |     | 1-0 | 1-0 |
| 3    | CA Colón         | 7   | 6 | 2 | 1 | 3 | 5  | 8  | -3   |  | CA Colón                   | 1-2 | 1-0 |     | 1-0 |
| 4    | Sporting Cristal | 4   | 6 | 1 | 1 | 4 | 7  | 11 | -4   |  | Sporting Cristal           | 2-3 | 3-2 | 1-1 |     |

### Huitièmes de finale
Le tirage au sort est orienté afin que le tenant du titre, Cruzeiro, rencontre l'une des deux autres formations brésiliennes encore en lice.
| Équipe 1             | Résultat      | Équipe 2            | Aller | Retour |
| -------------------- | ------------- | ------------------- | ----- | ------ |
| Cerro Porteño        | 3 - 1         | CD América Cali     | 1 - 0 | 2 - 1  |
| Nacional             | 1 - 5         | Grêmio Porto Alegre | 1 - 1 | 0 - 4  |
| Club Olimpia         | 3 - 3 1-2 tab | CA Colón            | 2 - 3 | 1 - 0  |
| Atlético Bucaramanga | 1 - 3         | Club Bolívar        | 1 - 2 | 0 - 1  |
| Club América         | 1 - 2         | CA River Plate      | 1 - 1 | 0 - 1  |
| Barcelona SC         | 4 - 3         | CSD Colo-Colo       | 2 - 1 | 2 - 2  |
| Alianza Lima         | 2 - 2 1-3 tab | CA Peñarol          | 1 - 0 | 1 - 2  |
| CR Vasco da Gama     | 2 - 1         | Cruzeiro ECT        | 2 - 1 | 0 - 0  |

### Quarts de finale
Le tirage au sort est orienté afin que les clubs issus d'un même pays se rencontrent, pour éviter une finale entre deux formations d'une même fédération.
| Équipe 1            | Résultat | Équipe 2         | Aller | Retour |
| ------------------- | -------- | ---------------- | ----- | ------ |
| Grêmio Porto Alegre | 1 - 2    | CR Vasco da Gama | 1 - 1 | 0 - 1  |
| Club Bolívar        | 1 - 5    | Barcelona SC     | 1 - 1 | 0 - 4  |
| CA River Plate      | 5 - 2    | CA Colón         | 2 - 1 | 3 - 1  |
| CA Peñarol          | 2 - 3    | Cerro Porteño    | 2 - 0 | 0 - 3  |

### Demi-finales
| Équipe 1         | Résultat      | Équipe 2       | Aller | Retour |
| ---------------- | ------------- | -------------- | ----- | ------ |
| Barcelona SC     | 2 - 2 4-3 tab | Cerro Porteño  | 1 - 0 | 1 - 2  |
| CR Vasco da Gama | 2 - 1         | CA River Plate | 1 - 0 | 1 - 1  |

### Finale
| 12 août 1998 | CR Vasco da Gama         | 2 - 0 | Barcelona SC | Stade São Januário, Rio de Janeiro              |                                                 |
|              | Donizete 7e · Luizão 35e |       |              | Spectateurs : 35 000 Arbitrage : Gustavo Méndez | Spectateurs : 35 000 Arbitrage : Gustavo Méndez |

| 26 août 1998 | Barcelona SC | 1 - 2 | CR Vasco da Gama          | Estadio Monumental Isidro Romero Carbo, Guayaquil |                                                   |
|              | de Ávila 79e |       | 25e Luizão · 45e Donizete | Spectateurs : 72 000 Arbitrage : Javier Castrilli | Spectateurs : 72 000 Arbitrage : Javier Castrilli |

| Vainqueur de la Copa Libertadores 1998      |
| ------------------------------------------- |
| Club de Regatas Vasco da Gama Premier titre |